# Игра (телесериал, 2006)
«Игра» (англ. The Game) — американский комедийный телесериал, созданный Марой Брок Акил. Сериал является спин-оффом ситкома «Подруги» и следует за жизнью сестры главной героини «Подруг», молодой женщины Мелани Барнетт-Дэвис (Тиа Маури), которая откладывает свою карьеру ради отношений со своим звездным бойфрендом. Оригинальная концепция была отброшена в ходе развития истории, а Тиа Маури и вовсе покинула шоу после пяти сезонов, после чего фокус сместился на персонаж Венди Ракель Робинсон.
Встроенный в «Подруги», пилотный эпизод был показан 17 апреля 2006 года, а 1 октября 2006 года стартовал сам сериал в качестве регулярной программы. Первые три сезона шоу транслировались на The CW, однако 20 мая 2009 года канал закрыл сериал из-за отказа от ситкомов. Вскоре сериал вошёл в синдикацию на BET, что спустя год привело к идее возрождения сериала и переносу съемок из Лос-Анджелеса в Атланту. 11 января 2011 года сериал вернулся в эфир на кабельном BET, привлекая рекордные 7,7 млн зрителей. 24 апреля 2014 года BET продлил сериал на восьмой сезон, который позже был объявлен финальным.

## Актёры и персонажи
- Венди Ракель Робинсон в роли Латаши «Таши» Мак
- Бриттани Дэниел в роли Келли Питтс
- Осеа Чанчес в роли Малика Райта
- Коби Белл в роли Джейсона Питтса
- Брэнди Норвуд в роли Шардоне Питтс
- Лорен Лондон в роли Киры Уитакер
- Джей Эллис в роли Брюса Уэстбрука
- Тиа Маури в роли доктора Мелани Барнетт-Дэвис
- Пуч Холл в роли Дервина Дэвиса

Ряд актёров был задействован в шоу во второстепенных ролях, среди которых можно выделить Шанти Лоури, Грегори Алан Уильямс, Тадж Маури, Рик Фокс, Робин Гивенс, Мехкад Брукс, Габриэль Деннис, Ли Мэйджорс, Тика Самптер, Миган Гуд, Стейси Дэш, Чарльз Майкл Дэвис, Джанет Вэрни, Бампер Робинсон, Кэндис Паттон, Карисса Капобианко, Энди Алло, Даниэль Николет и Сиара.